# Домбровская, Вероника Владимировна
Домбровская, Вероника Владимировна (1 мая 1985, поселок Эмба-5, Казахская ССР, СССР) — белорусская спортсменка, выступающая в кикбоксинге в разделе сольные композиции. Заслуженный мастер спорта Республики Беларусь (2010). Абсолютная рекордсменка мира по количеству медалей на чемпионатах мира и Европы (13-кратная чемпионка мира, семикратная чемпионка Европы), многократная победительница Кубка мира 2001-2018 годов. Тренировалась в СК «Кик Файтер» с 1995 по 2006 год. В данное время тренируется в СК «ШОК». Тренеры: Евгений Добротворский и Дарья Машаро.

## Биография
Вероника Домбровская свой спортивный путь начинала в секции художественной гимнастики в городе Слуцке. Достигла уровня Мастера спорта. В 2005 году приехала в Минск к тренеру Евгению Добротворскому и поступила в Республиканское Училище Олимпийского Резерва.
Первым и любимым видом оружия был БО. Затем освоила китайский меч и копьё. Из 4х видов сольных композиций кикбоксинга не выступала только в жёстком стиле без оружия. В остальных трёх видах неоднократно выигрывала чемпионаты мира и Европы.
После того, как она завоевала три золотые медали в трёх видах программы на чемпионате мира 2003 года в Международной Федерации был изменен регламент соревнований и спортсменам разрешили выступать не более чем в двух видах программы.
Вероника Домбровская единственная в мире спортсменка, которая на всех чемпионатах мира начиная с 2001 по 2015 год завоёвывает золотые медали.

## Титулы
Чемпионаты мира:
- 2001 Чемпионат мира WAKO (Словения)  жесткий стиль с оружием
- 2001 Чемпионат мира WAKO (Словения)  мягкий стиль
- 2003 Чемпионат мира WAKO (Украина)  мягкий стиль
- 2003 Чемпионат мира WAKO (Украина)  мягкий стиль с оружием
- 2003 Чемпионат мира WAKO (Украина)  жесткий стиль с оружием
- 2005 Чемпионат мира WAKO (Словения)  мягкий стиль
- 2005 Чемпионат мира WAKO (Словения)  жесткий стиль с оружием
- 2007 Чемпионат мира WAKO (Португалия)  жесткий стиль с оружием
- 2007 Чемпионат мира WAKO (Португалия)  мягкий стиль
- 2009 Чемпионат мира WAKO (Италия)  мягкий стиль
- 2009 Чемпионат мира WAKO (Италия)  мягкий стиль с оружием
- 2011 Чемпионат мира WAKO (Ирландия) мягкий стиль
- 2011 Чемпионат мира WAKO (Ирландия)  мягкий стиль с оружием
- 2013 Чемпионат мира WAKO (Турция)  мягкий стиль

Чемпионаты Европы:
- 2002 Чемпионат Европы WAKO (Италия)  жесткий стиль с оружием
- 2002 Чемпионат Европы WAKO (Италия)  мягкий стиль
- 2004 Чемпионат Европы WAKO (Португалия)  жесткий стиль с оружием
- 2004 Чемпионат Европы WAKO (Португалия)  мягкий стиль
- 2006 Чемпионат Европы WAKO (Словения)  мягкий стиль с оружием
- 2006 Чемпионат Европы WAKO (Словения)  мягкий стиль
- 2008 Чемпионат Европы WAKO (Болгария)  мягкий стиль с оружием
- 2008 Чемпионат Европы WAKO (Болгария)  мягкий стиль с оружием
- 2010 Чемпионат Европы WAKO (Греция)  мягкий стиль с оружием
- 2010 Чемпионат Европы WAKO (Греция)  мягкий стиль
- 2012 Чемпионат Европы WAKO (Румыния)  мягкий стиль
- 2012 Чемпионат Европы WAKO (Румыния)  мягкий стиль с оружием
- 2014 Чемпионат Европы WAKO (Словения)  мягкий стиль без оружия
- 2014 Чемпионат Европы WAKO (Словения)  мягкий стиль с оружием
- 2015 Чемпионат Мира WAKO (Ирландия) 1 Золото
- 2016 Чемпионат Европы WAKO, (Греция) 2 Серебро
- Чемпионат Мира WAKO, (Венгрия) 2 Серебро
- 2018 Кубок Мира WAKO, (Италия) 2 Золото